# Cattedrale di Cavaillon
La cattedrale di Notre-Dame-et-saint-Véran de Cavaillon è una chiesa cattolica che fu per molti secoli la sede episcopale della diocesi di Cavaillon, oggi incorporata nell'arcidiocesi di Avignone. È dedicata a Maria Vergine e a san Verano di Cavaillon, sesto vescovo di Cavaillon e patrono dei pastori. È un esempio di architettura romanica provenzale ed è classificata Monumento storico di Francia dal 1840.

## Storia
Nell'XI secolo il complesso della cattedrale di Cavaillon comprendeva due luoghi di culto, una chiesa maggiore dedicata alla Vergine e una seconda chiesa, consacrata a san Pietro, che non c'è più salvo il muro nord della navata attaccato al muro sud del chiostro e che dà su un'area destinata alla ricreazione di una scuola materna. La chiesa maggiore fu ricostruita conservando una parte dell'antica facciata ovest. Tale iniziativa è probabilmente attribuibile al vescovo Bermond, ponendosi tra gli anni 1175-1195 la parte essenziale della ricostruzione, con una ripresa dei lavori nel corso del primo quarto del XIII secolo. L'analisi architetturale consente di distinguere quattro fasi successive susseguentesi dal 1175 al 1225: le prime due riguardano la costruzione della navata, la terza quella della campata del coro coperta da una cupola e infine l'ultima quella dell'abside poligonale e del campanile, servito da una piccola scala a vista. Papa Innocenzo IV consacrò questa chiesa nel 1251.
Nota ancora nel 1174 con la semplice dedica a Santa Maria, la cattedrale porta, dal 1228, la doppia dedicazione Beate Marie beatique Verani. L'adozione di questa doppia dedicazione è legata alla traslazione nella cattedrale di una parte del corpo di san Verano di Cavaillon, inumato a Fontaine-de-Vaucluse. L'altra parte del corpo del santo vi fu traslata il 3 luglio 1321 dal vescovo Pons de Lagnes, che temeva che le bande armate che infestavano la regione si appropriassero delle sante reliquie. Il processo verbale di questa cerimonia porta la firma di Francesco Petrarca, che la descrive lui stesso nella III Ecloga del suo Bucolicum carmen, per bocca di Dafne.

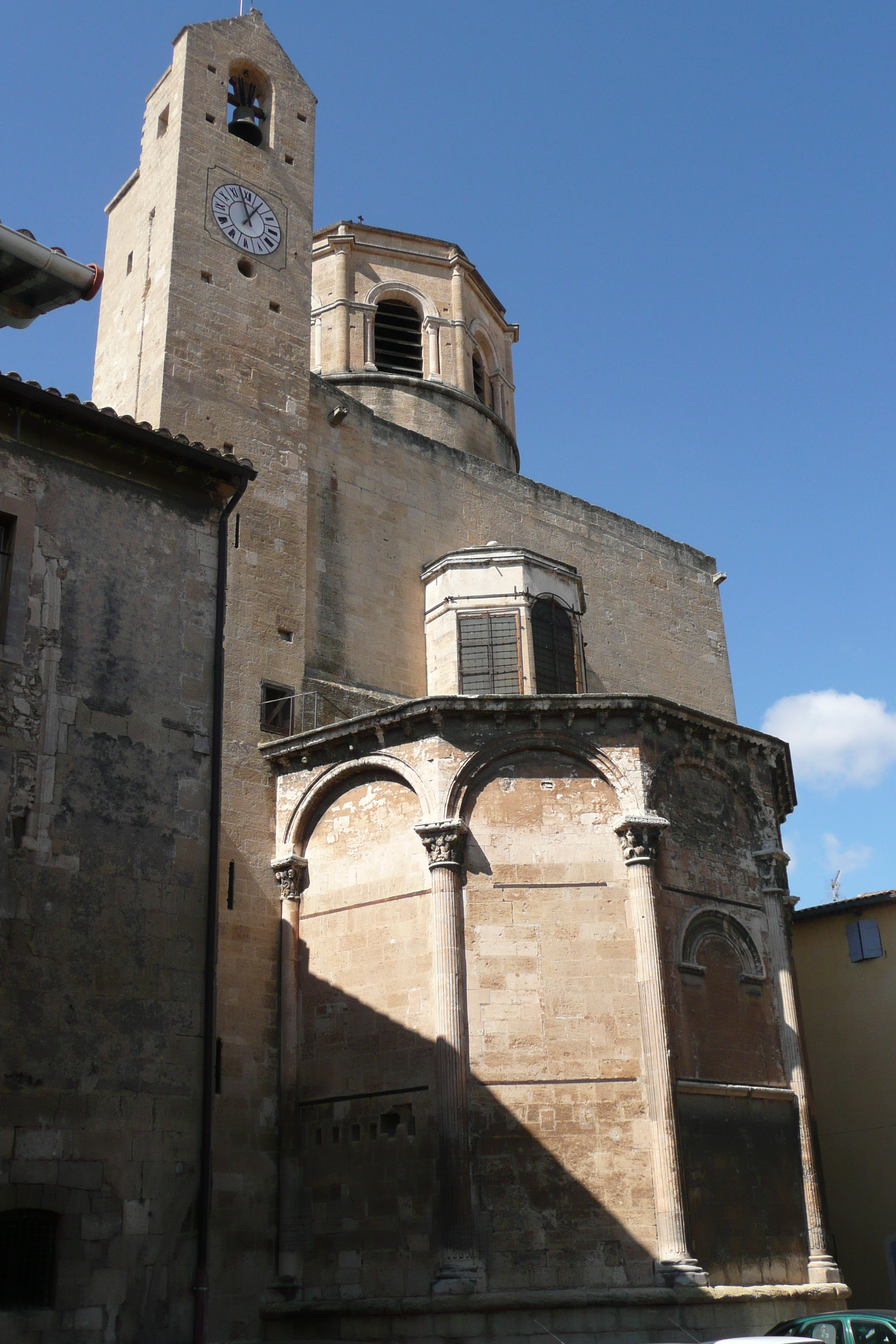
Abside e muro del campanile.

L'erezione delle cappelle laterali fu attuata a partire dal XIV secolo. La maggior parte di loro non oltrepassa la linea dei contrafforti della navata, tra i quali esse prendono posto. Sono nove: cinque a nord e solo quattro a sud, per consentire il necessario collegamento con il chiostro.
Due quietanze datate 26 novembre 1496 e 23 marzo 1497 consentono di datare la costruzione di un muro destinato ad assicurare stabilità a un campanile costruito dalla città per portare un orologio.
A metà del XVI secolo la cattedrale si trovava in cattivo stato, tanto che, con un breve in data 3 marzo 1542, papa Paolo III autorizzava il vescovo Pietro IV Ghinucci a utilizzare i materiali dell'antica chiesa di Saint-Jean-hors-les murs per restaurare la cattedrale. Questo degrado fu ancora aggravato nei primi giorni del settembre 1562 dal saccheggio e incendio della cattedrale da parte delle truppe protestanti di François de Beaumont, barone di Les Adrets. Molti anni furono necessari per riparare i danni. Dal 1584 il coro è dotato di un nuovo insieme di trentasette stalli in legno di noce.
Nel 1595 il vescovo Giovanni Francesco Bordini fece trasformare l'antica cappella di san Verano in sagrestia e fece sistemare al di sopra di questa una tribuna aperta sul coro, per installarvi un organo. Una tribuna simmetrica a quella dell'organo fu realizzata negli anni 1626 e 1627. Quest'organo, addossato al muro nord del coro (disposizione "all'italiana"), fu rimpiazzato da un nuovo strumento costruito tra maggio 1653 e settembre 1654 da Charles Royer, originario di Namur ma residente a Brignoles. Barthélemy Grangier lavorò al buffet dell'organo da maggio 1654 a ottobre 1655. Un organo fittizio, simmetrico al precedente, fu costruito nel 1683 da Esprit Grangier, figlio di Barthélemy Grangier. L'organo sarà poi ricostruito nel 1966 dalla Società Gonzalez, sotto la direzione di Georges Danion e su disegni di Maurice Duruflé
Nel 1642 o nel 1643 si verificò il crollo del semicatino poligonale dell'abside, che comportò la distruzione del retablo in pietra. Fu quindi necessario ricostruire il semicatino, sormontato da un lanternone, e il retablo, che fu realizzato in legno.
A metà del XIX secolo molte serie di restauri intrapresi negli anni dal 1852 al 1864 ebbero per oggetto la "ripresa" dell'abside, il consolidamento delle cappelle e il rifacimento delle volte. La Cappella delle anime del Purgatorio fu allungata con la costruzione di un'abside.

## Pianta schematica della cattedrale
XI secolo
     inizio del XII
     fine del XII
     inizio del XIII
     fine XIII al XV
     XVII e XVIII
     XIX
Leggenda:

Pianta schematica della cattedrale
XI secolo
inizio del XII
fine del XII
inizio del XIII
fine XIII al XV
XVII e XVIII
XIX

- A: cappella dei fonti battesimali.
- B: cappella della Vergine.
- C: accoglienza e ingresso al chiostro.
- D: cappella d'inverno.
- E: chiostro.
- F: vestigia della chiesa di Saint-Pierre.
- G: sala capitolare.
- H: cappella San Giuseppe.
- I: cappella Sant'Anna.
- J: abside.
- K: coro.
- L: sagrestia.
- M: cappella Sant'Elia.
- N: cappella Santa Maddalena.
- O: cappella César de Bus.
- P: cappella Nostra Signora della pietà.
- Q: cappella San Verano

## Esterno
La chiesa è composta da una grande navata unica e cinque campate ai lati con volte ad arco spezzato poggianti su archi doppi e sostenute da ampi contrafforti prominenti tra i quali sono state edificate le cappelle laterali.

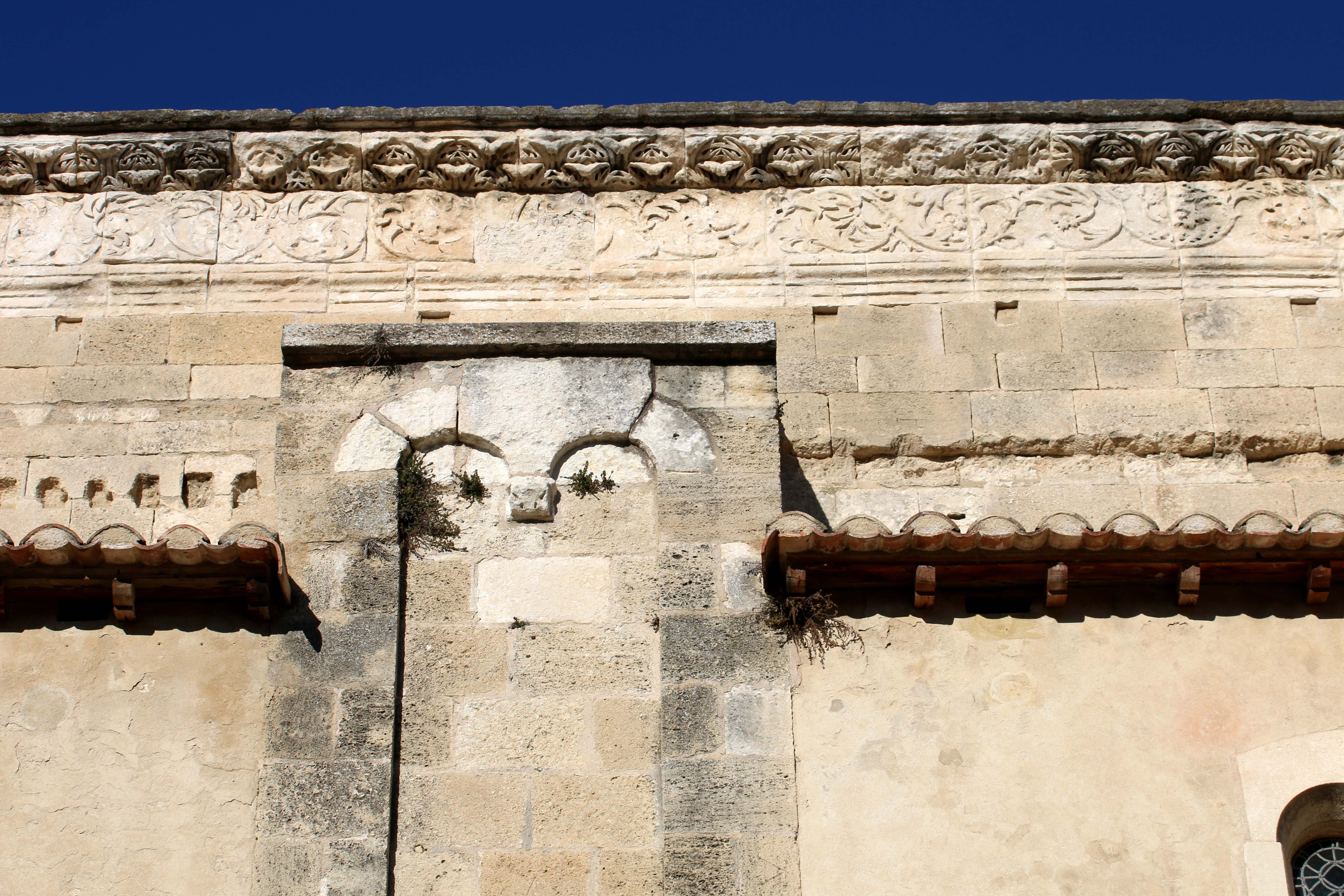
Dettagli del fregio e di un contrafforte.

Il coro è costituito da una campata a cupola su volta conica e termina con un'abside poligonale a cinque lati. Il campanile di forma ottagonale è eretto al di sopra della cupola con colonne vincolate agli angoli. Esso è traforato con aperture a tutto sesto il cui archivolto poggia su colonnette. In queste aperture sono disposti abat-son.
Lungo l'edificio corre un cornicione, costituito da un architrave, un fregio e una cornice. Sulla facciata nord questo fregio è andato in parte distrutto ma conserva ancora alcune sculture: due paia di grifoni fronteggiantisi, un agnello pasquale, Eva e il serpente, un uomo che suona il corno. La facciata sud, ben visibile a partire dal chiostro, lascia intravedere le facce dei contrafforti ornate da due pilastri che sono uniti sulla sommità da due piccoli archi poggianti su una mensola scolpita. Al di sopra del contrafforte corto, su tutta la lunghezza del muro, si trova un sontuoso fregio più, elaborato di quello a nord, composto da un fogliame di acanto.

## Interno

### Il chiostro

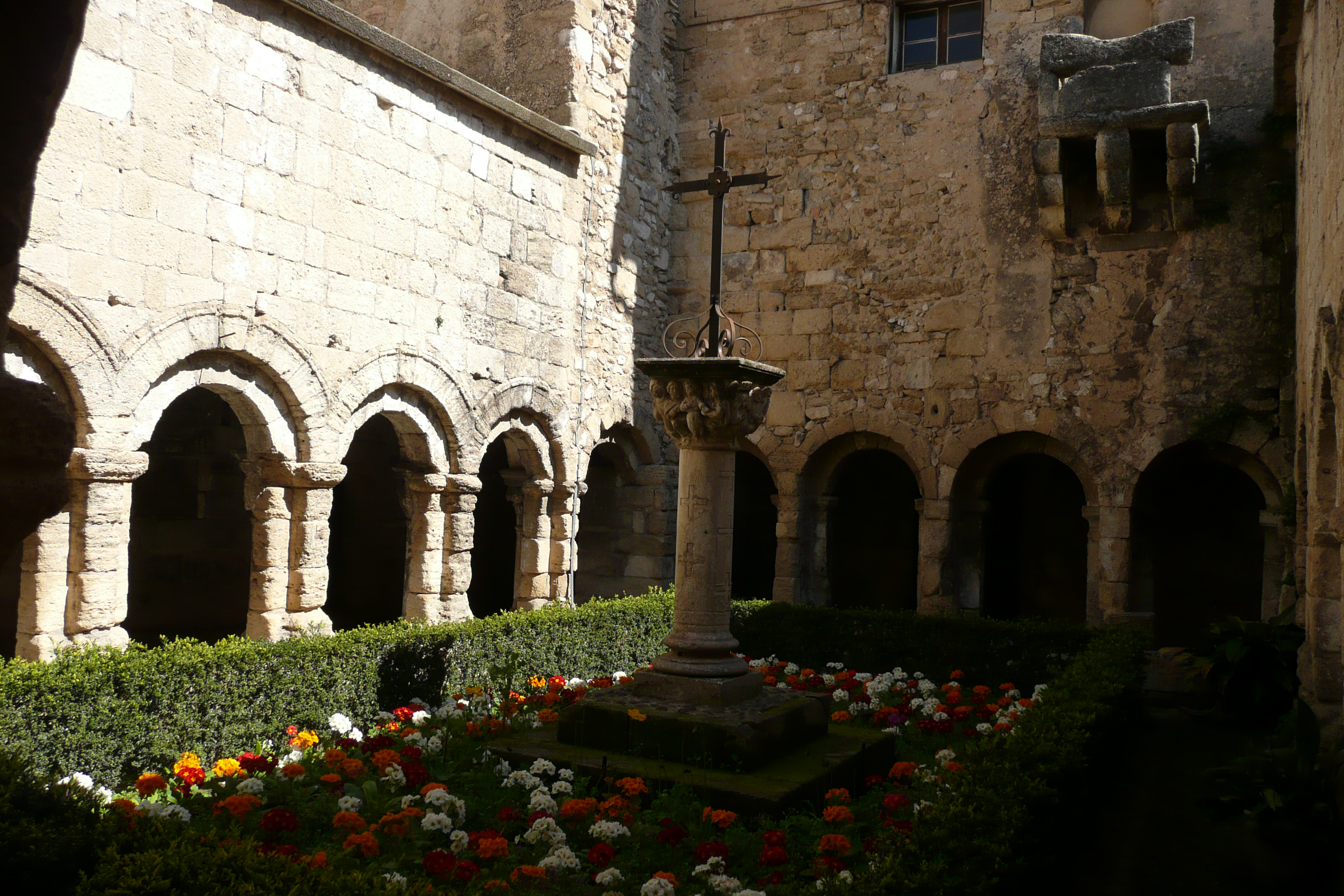
Il chiostro.

Posto alla facciata sud della chiesa, il chiostro (rif. E) non è una costruzione omogenea, ma il risultato di più serie di interventi che ebbero luogo per lungo tempo. Esso si sviluppa su un piano rettangolare a livello del coro e delle due ultime campate della navata. Le quattro gallerie sono coperte da una volta ad arco spezzato, rafforzate da archi doppi poggianti su mensole.
La galleria orientale è stata grossolanamente rifatta dopo il sacco del 1562 e resta priva di trave maestra. La galleria ovest potrebbe risalire alla fine del XII secolo mentre quelle del nord e del sud risalirebbero all'inizio
XIII..
Arcate a tutto sesto danno su un portico per mezzo di aperture nel numero di sei per la galleria nord, cinque per quella sud e quattro per quelle ovest ed est. Queste aperture a doppia ghiera ricadono sul lato della galleria su colonnette e dal lato del portico su pilastri. Agli angoli i pilastri sono costituiti da blocchi in muratura semplicemente sagomati.

### Il coro

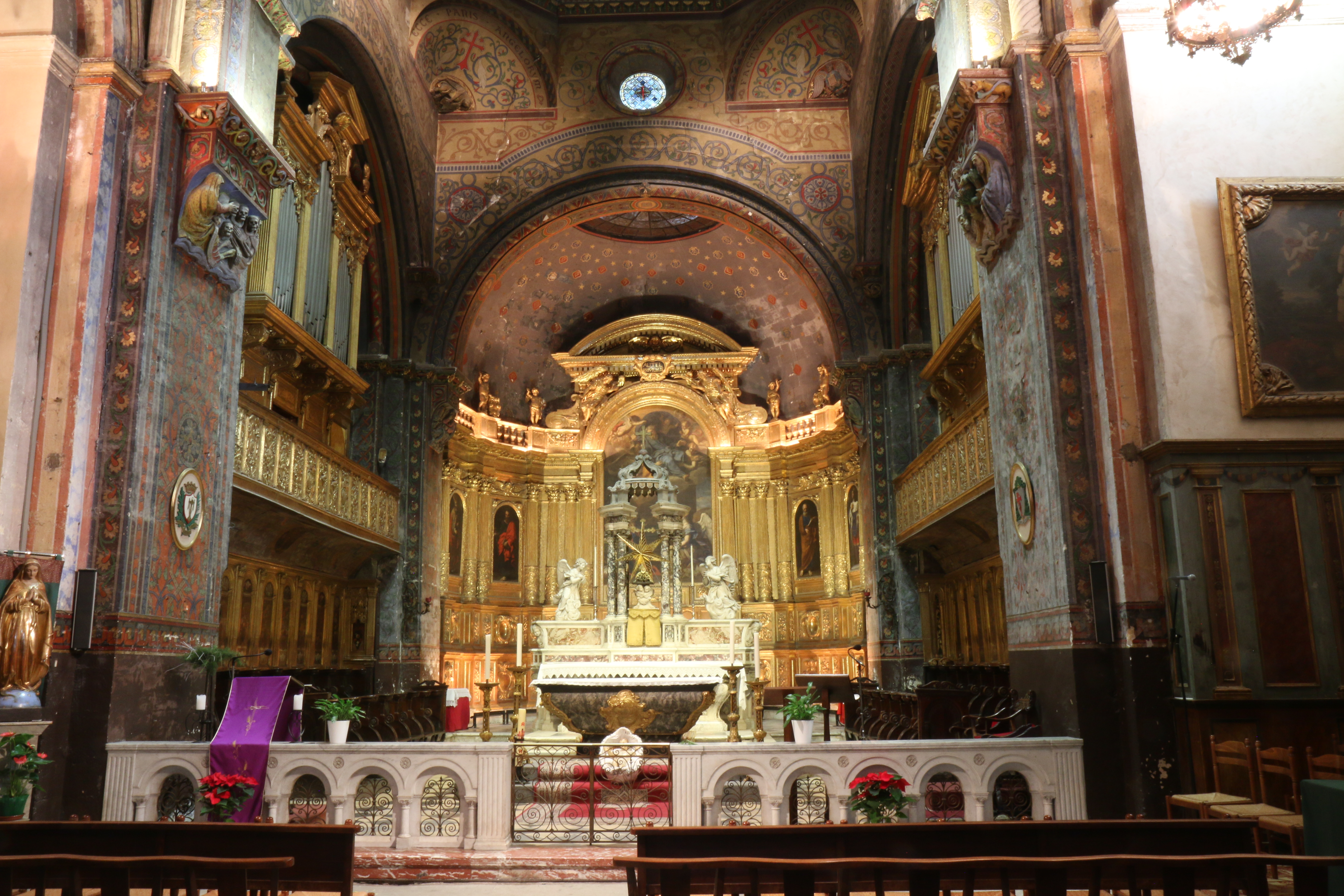
Il coro.

Il coro (rif. J) è opera dello scultore Barthélemy Grangier e del falegname Jacques Perrin. Il retablo centrale rappresenta una Annunciazione di Nicolas Mignard. Dello stesso autore i retabli delle nicchie laterali: San Pietro, San Paolo, San Verano di Cavaillon e San Ludovico di Tolosa
La doratura del retablo è opera del prete Dominique Piéton, di Michel Blanc e di un battiloro René de Rat.

### Collaterale sinistra

#### Cappella di San Verano
Nota all'origine con il nome di cappella San Martino, essa (rif. Q) ha una decorazione esuberante e fu eretta su disposizione del vescovo (e poi cardinale) Filippo di Cabassoles, amico del Petrarca. Contiene le reliquie di San Verano fattevi traslare dal vescovo di Cavaillon, Ottavio Mancini. Il retablo, in legno dorato, è opera di Barthélemy Grangier e inquadra una tela di Pierre Mignard, rappresentante san Verano che tiene incatenato il dragone della Vaucluse. Dalle due parti dell'altare si trovano due statue rappresentanti il santo nelle vesti, a sinistra, di un pellegrino, e a destra di un vescovo. La volta e i due pannelli laterali sono opera dello scultore Jacques Bernus (che decorò la cattedrale di Saint-Siffrein de Carpentras). L'altare è l'antico altar maggiore della cattedrale.

Dipinti e sculture della cappella di San Verano
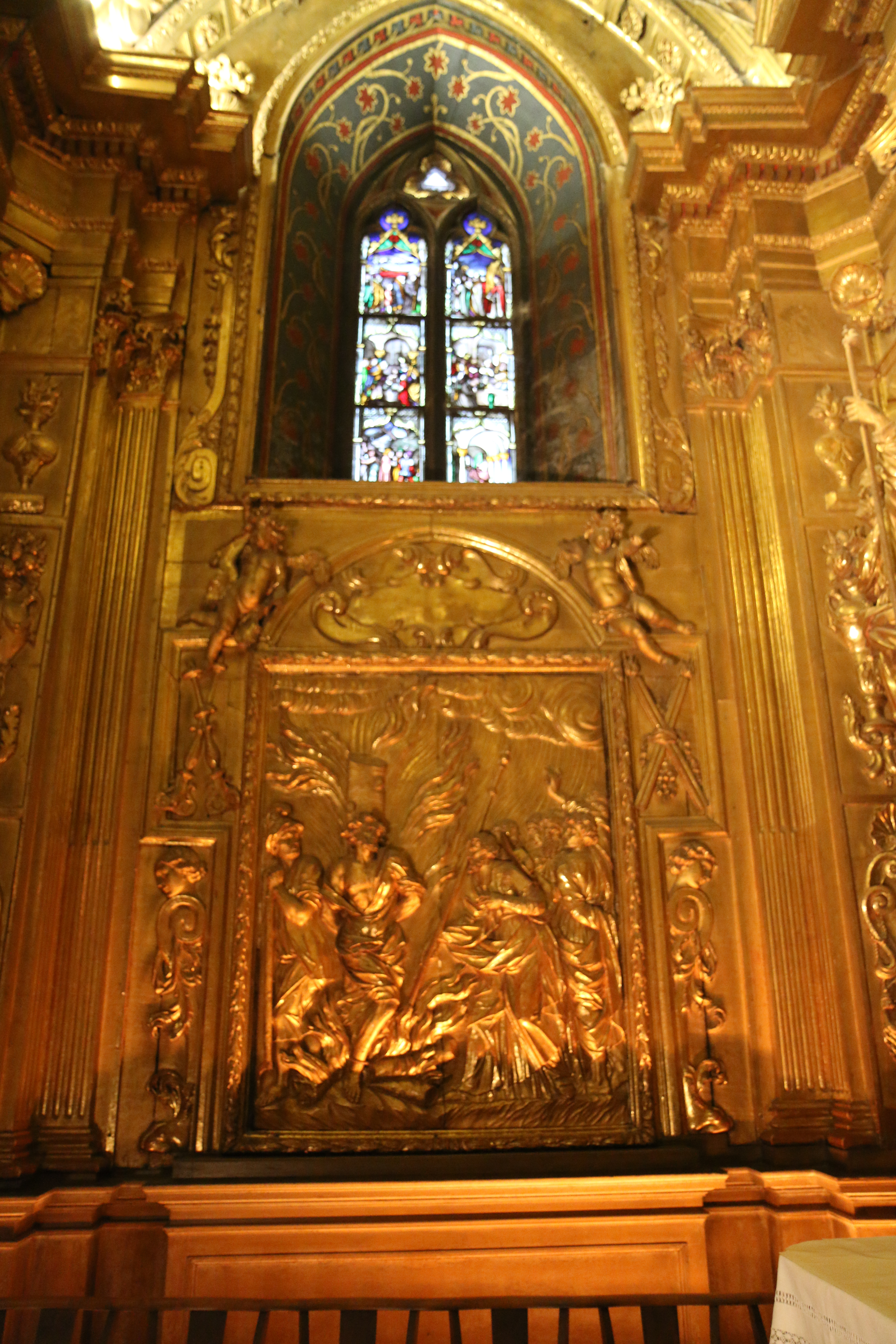
Porta del reliquario di sinistra.
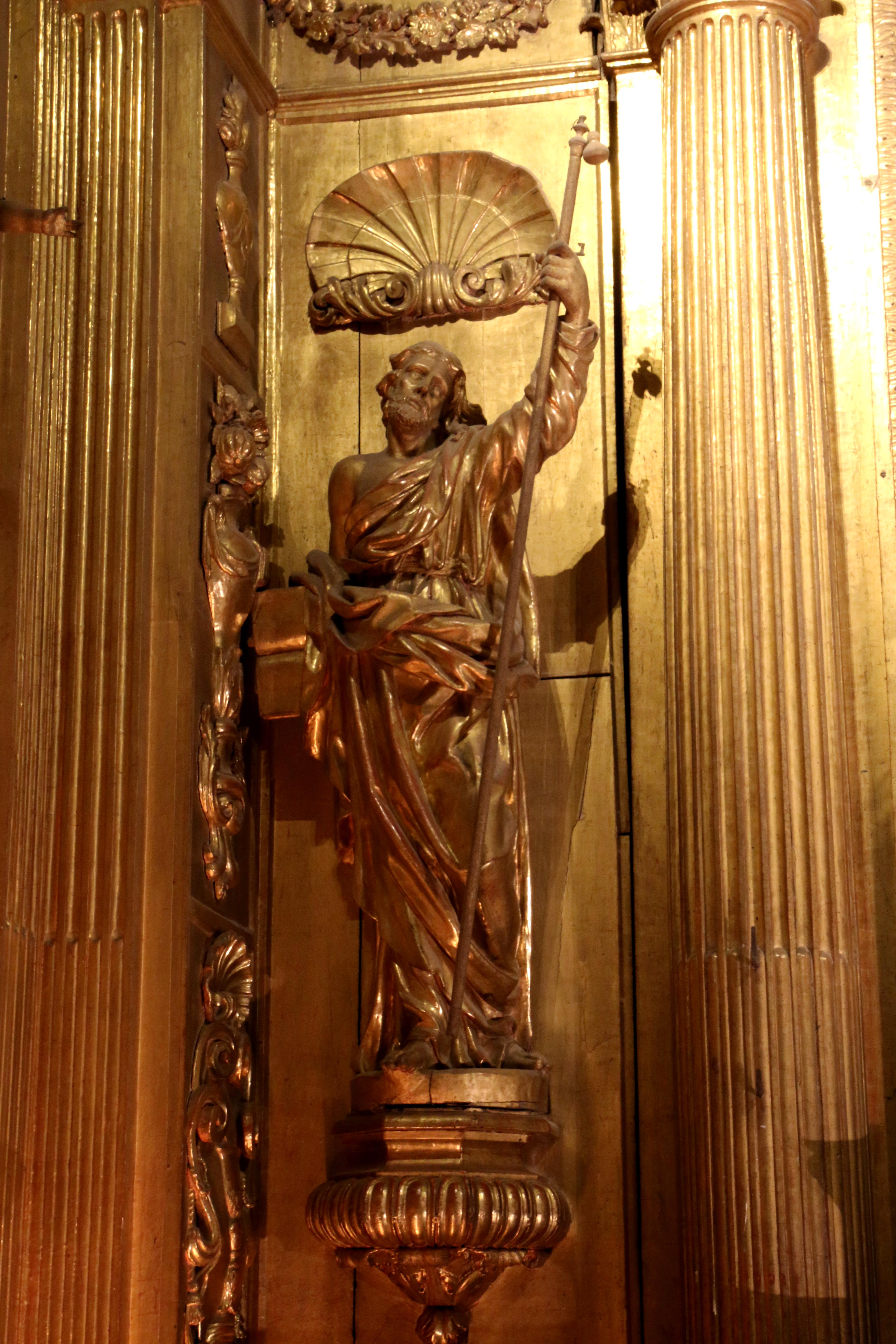
Statua di san Verano rappresentato da pellegrino.
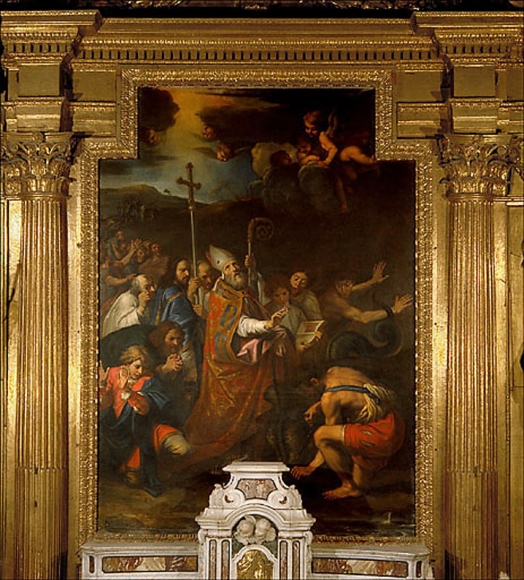
Pierre Mignard, San Verano e il dragone.
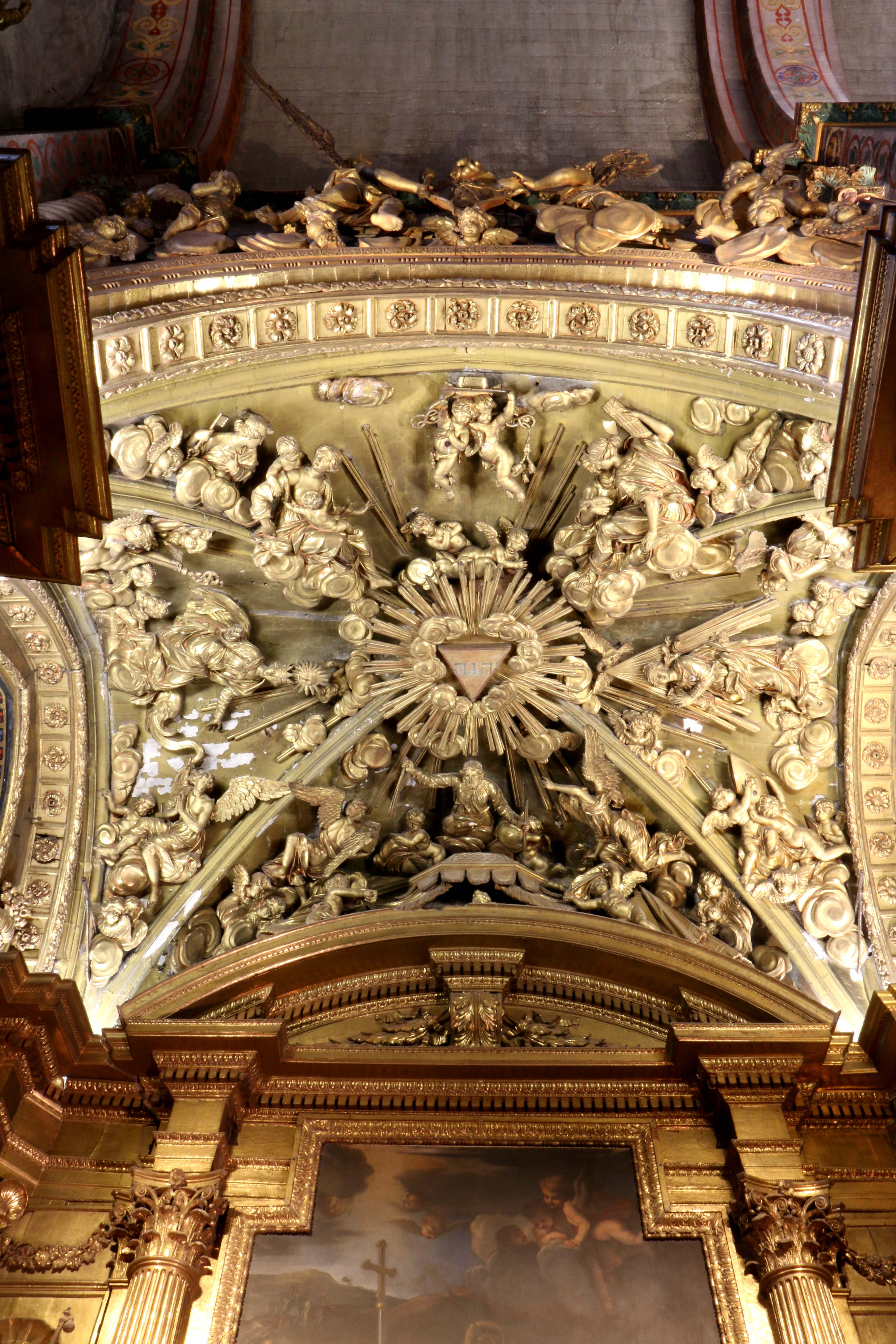
Volta della cappella.
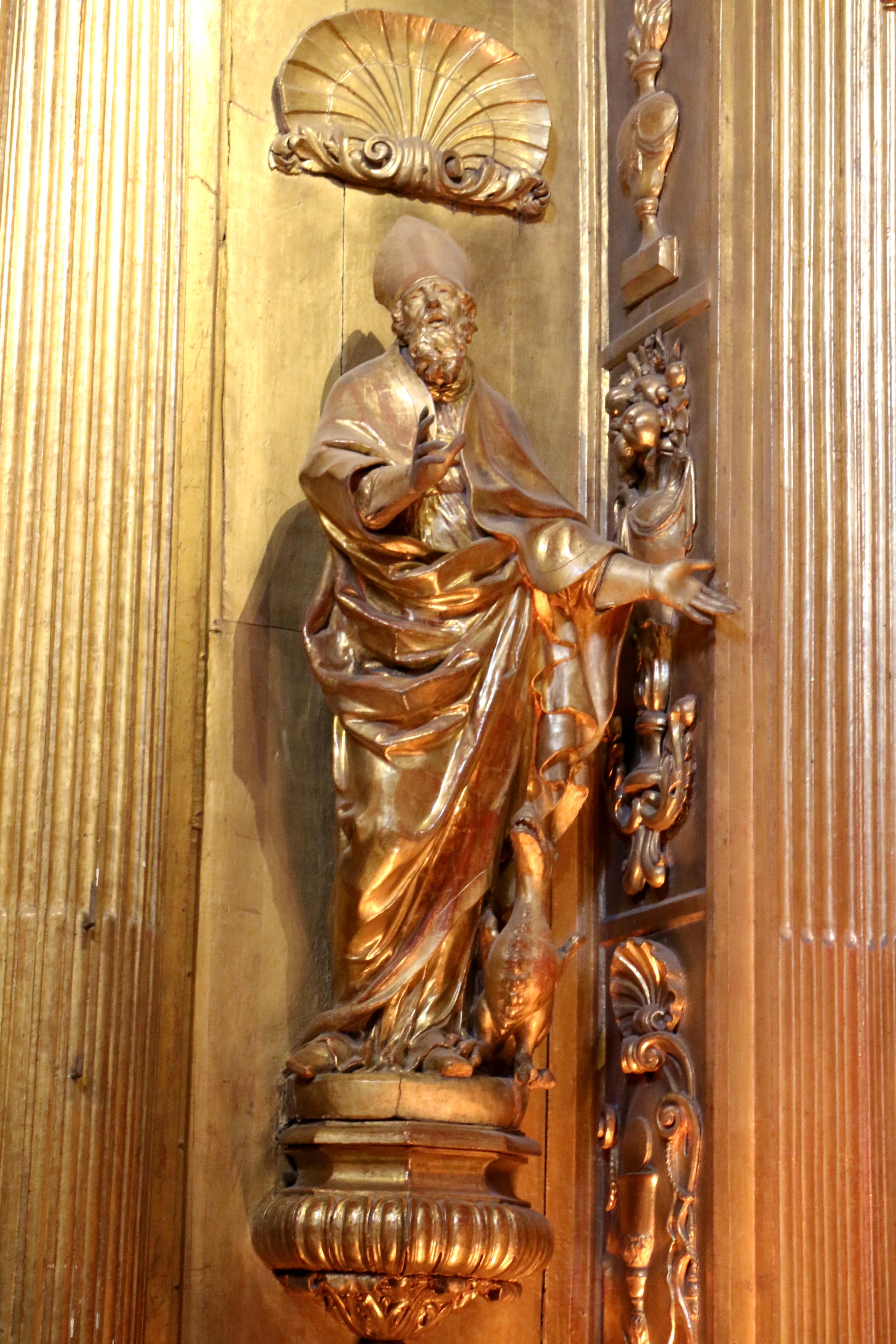
Statua di san Verano rappresentato in vesti episcopali.
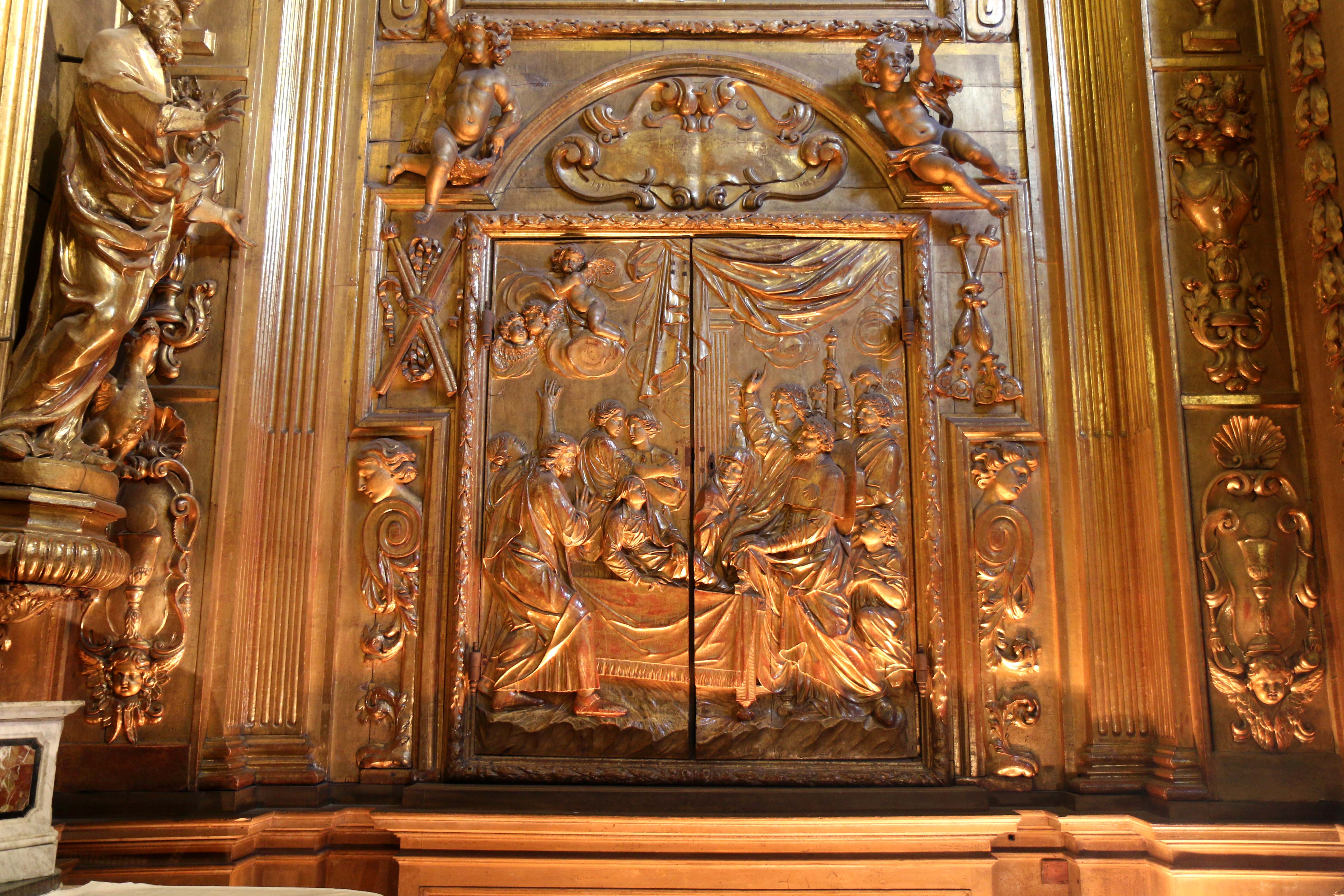
Porta del reliquario destro.

#### Cappella di Notre-Dame de Pitié
In questa cappella (rif. P), chiamata anche Cappella di Nostra Signora dei Sette Dolori, si trova un altare moderno tra due piccole statue attaccate al muro ciascuna rappresentante un angelo a cartiglio. Sopra l'altare una tavola di Jean Daret (1658) rappresentante una Pietà. Sulla parete laterale di destra, sopra il confessionale, c'è un quadro del XVI secolo raffigurante il trasporto della Croce e di fronte un Cristo inginocchiato, in legno policromo della stessa età.

#### Cappella César-de-Bus
Chiamata anche cappella Sainte Croix (rif. O), è la cappella più antica, eretta nel 1316 dal vescovo di Cavaillon Pons II Auger de Laneis. Essa è foderata di splendide boiserie dorate del XVII secolo, opera di Barthélemy Grangier d'Avignone e del figlio Esprit. Al centro del retablo una tavola di Pierre Parrocel, Padre César de Bus in estasi (1710). Dalle due parti del retablo vi sono due statue in legno dorato del XVII secolo rappresentanti, a sinistra, san Giovanni Battista, a destra san Francesco di Sales. Sulle pareti laterali si trovano due tavole di Louis Parrocel, a sinistra, L'ultima Cena e a destra Il Trionfo del Santissimo Sacramento.

tableaux et sculptures de la cappella César-de-Bus
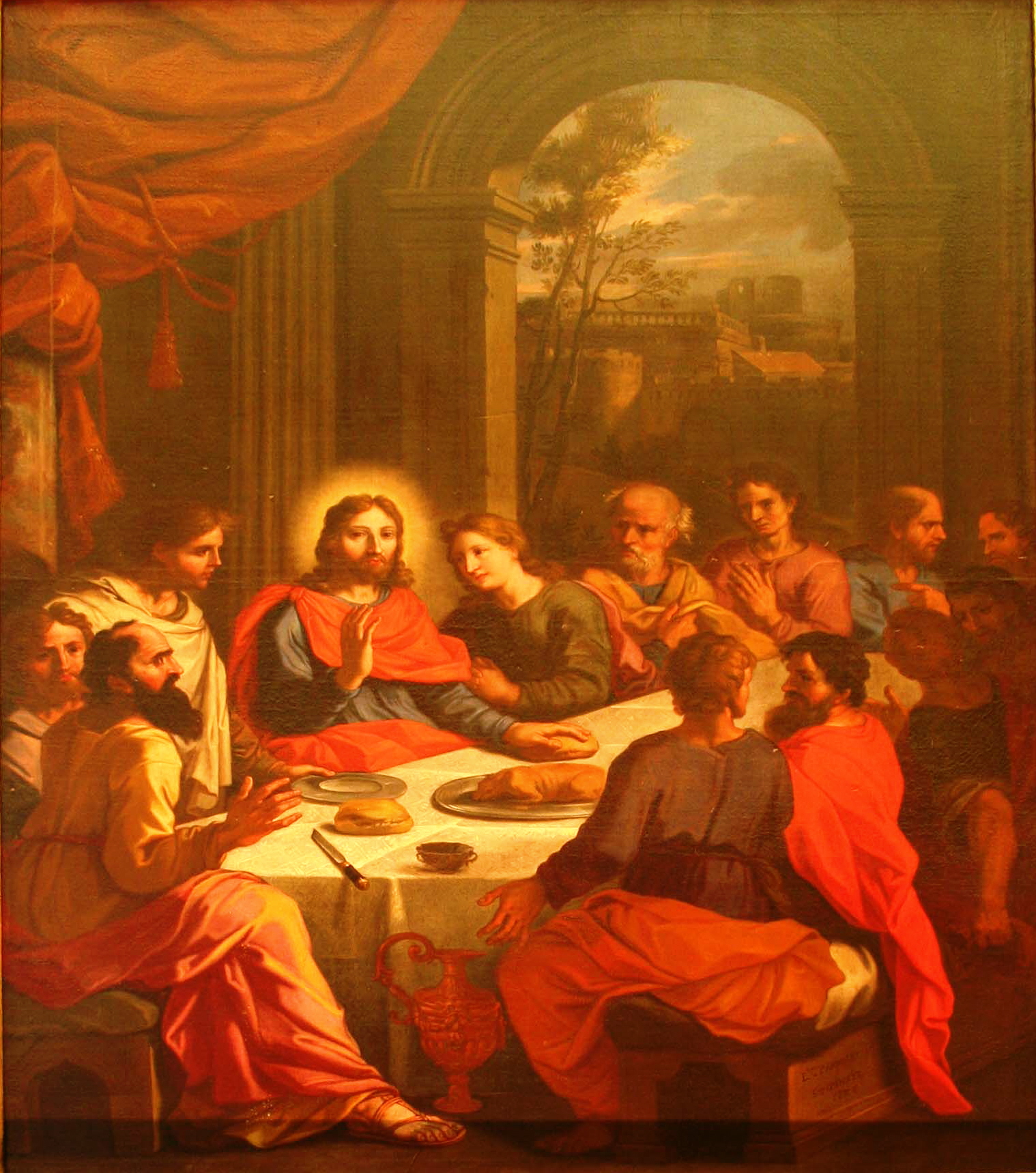
Louis Parrocel, L'ultima Cena.
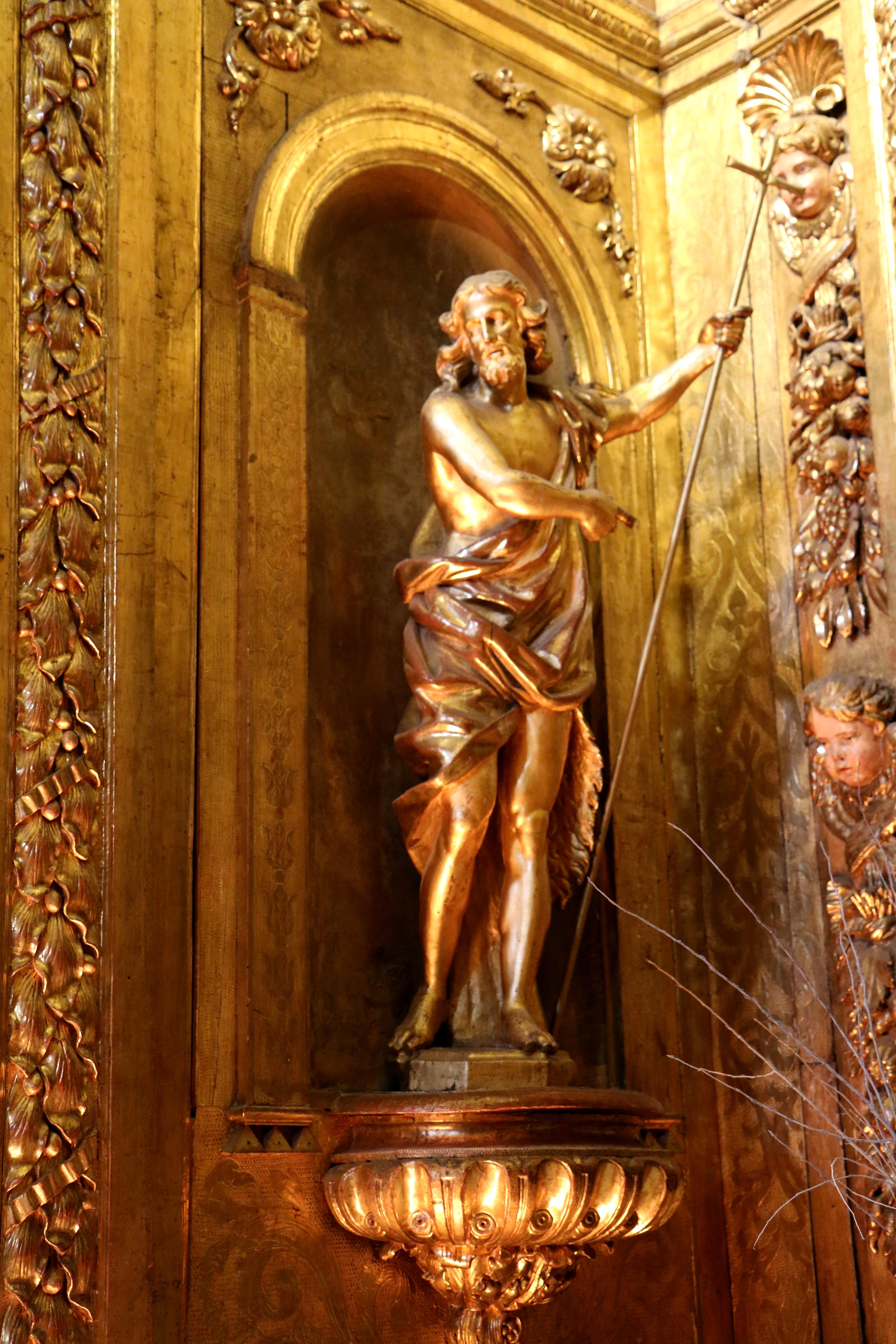
San Giovanni Battista.
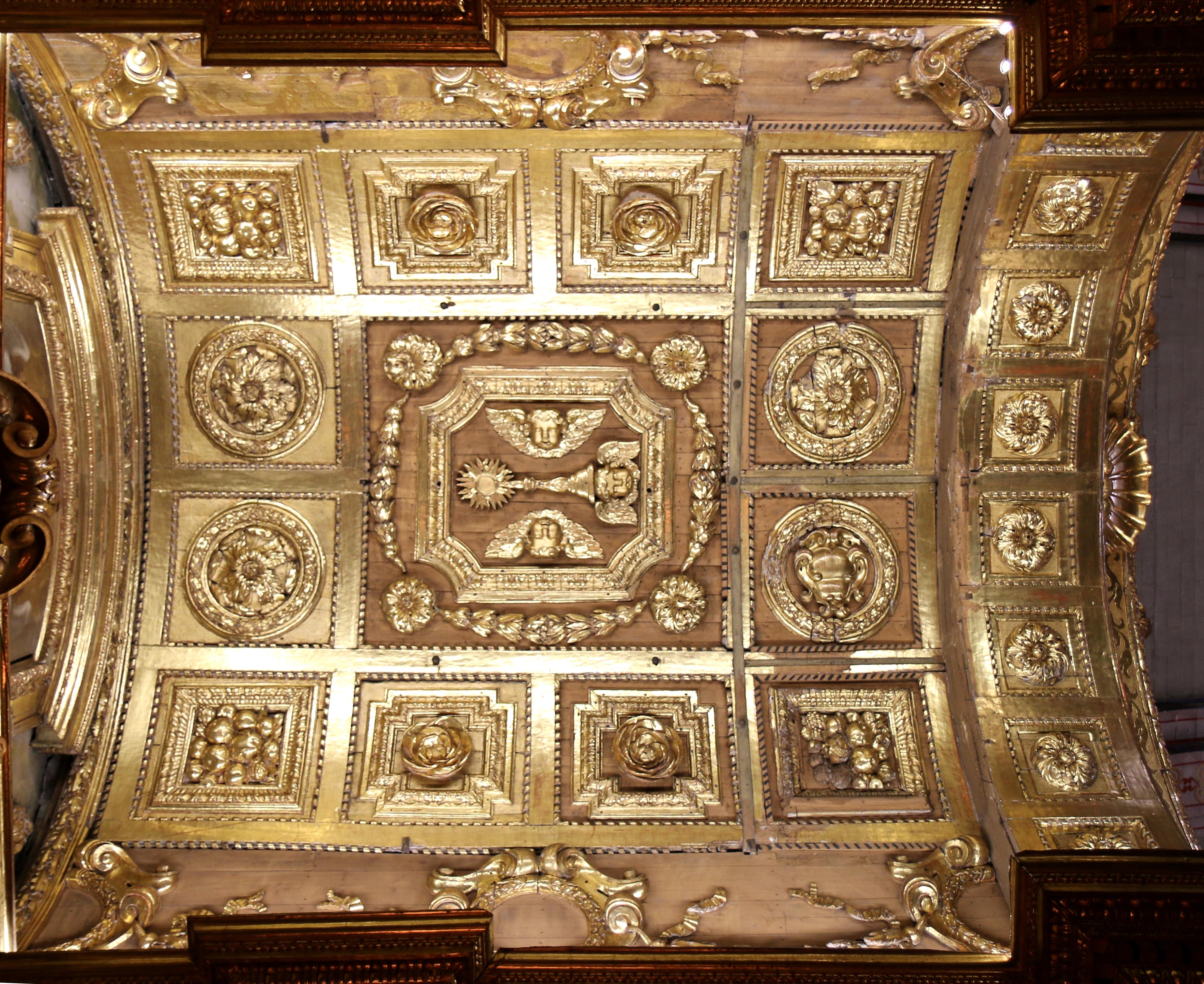
Volta in legno scolpito e dorato.
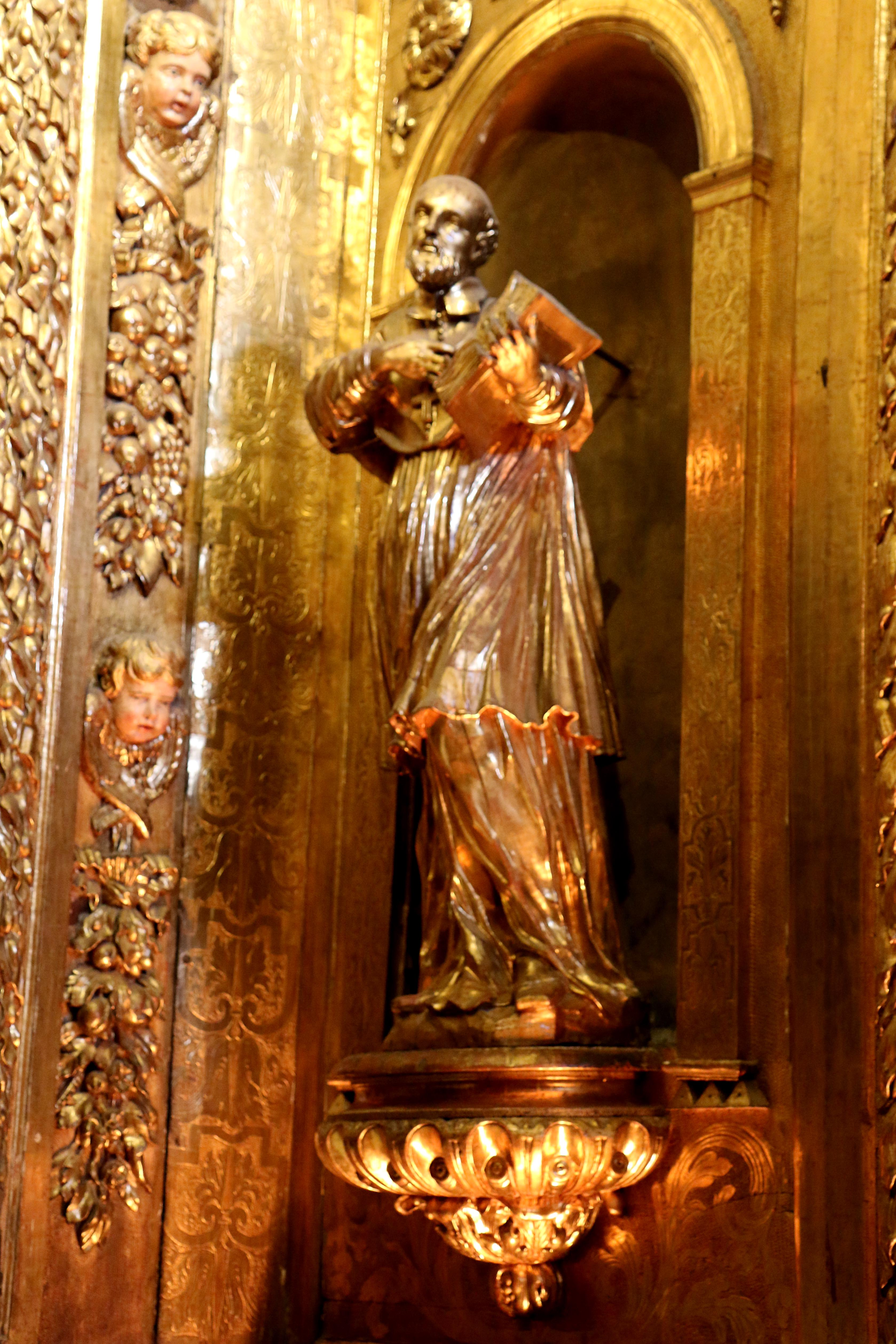
San Francesco di Sales.
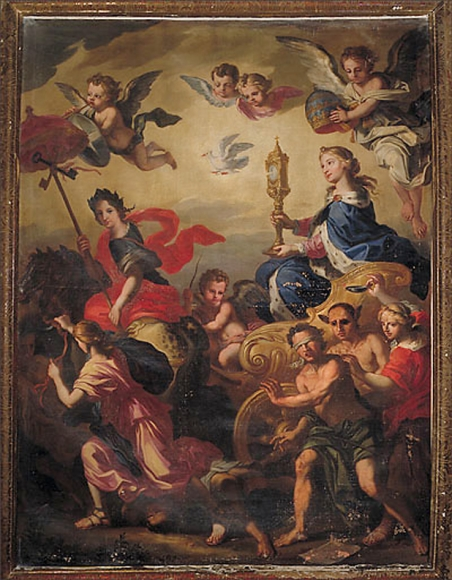
Louis Parrocel, Il Trionfo del Santissimo Sacramento.

#### Cappella Santa Maria Madalena
Sopra l'altare in marmo stile Luigi XV si trova in questa cappella (rif. N) un dipinto di Nicolas Mignard: Noli me tangere. Sulle pareti laterali sono esposte due tavole: San Pietro di Lussemburgo in preghiera, con una veduta di Cavaillon nel XVII secolo, e Sant'Orsola e sant'Agostino in preghiera ai piedi della Vergine.

#### Cappella Sant'Elia
In questa cappella (rif. M), l'altare del XIX secolo è decorato con frutti della zona, tra i quali il melone. Al retablo una tavola raffigura sant'Elia, mentre sulle pareti laterali si trovano un Cristo oltraggiato e una Assunzione.

#### Sacrestia
Nel 1595 il vescovo di Cavaillon, Giovanni Francesco Bordini, fece trasformare questa cappelle in sacrestia trasferendone l'altare in quella di san Verano. La sacrestia non è visitabile.

### Collaterale destra

#### Cappella dei fonti battesimali
Si tratta di un ambiente moderno (rif. A). Su tutte le pareti laterali si trova a sinistra una tela di Jean-Baptiste II Péru La Vergine che libera le anime del Purgatorio e a destra tavole di San Giovanni Battista, La visione di santa Teresa d'Avila e l'Adorazione del Sacro Cuore.
Contro il pilastro della navata che si trova in questa cappella e in quella della Vergine, si trova il cenotafio del vescovo di Cavaillon Jean-Baptiste de Sade, opera dello scultore Jean-Ange Maucord.

#### Cappella della Vergine

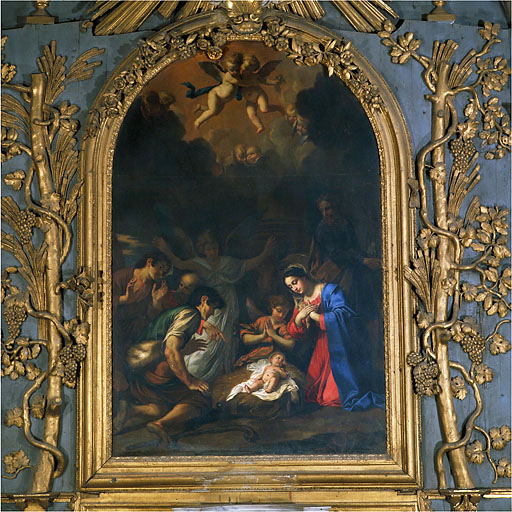
Nicolas Mignard, La Natività, cappella della Vergine.

Questa cappella (rif. B) è separata dalla navata da una inferriata in ferro forgiato. Ai quattro angoli dell'ingresso sono state piazzate statue in legno del XVIII provenienti da un convento della città e rappresentanti: Elia, san Giovanni evangelista, sant'Anna e san Gioacchino
Al fondo della cappella un altare in marmo d'epoca Luigi XV è sormontato da una tavola di Nicolas Mignard del 1641 rappresentante la Natività, in una cornice di legno dorato realizzata da Barthélemy Grangier. Su ciascuna delle pareti laterali un dipinto: San Giuseppe e il Bambino Gesù e La Sacra Famiglia appare a santa Teresa d'Ávila.

#### Cappella di San Giuseppe

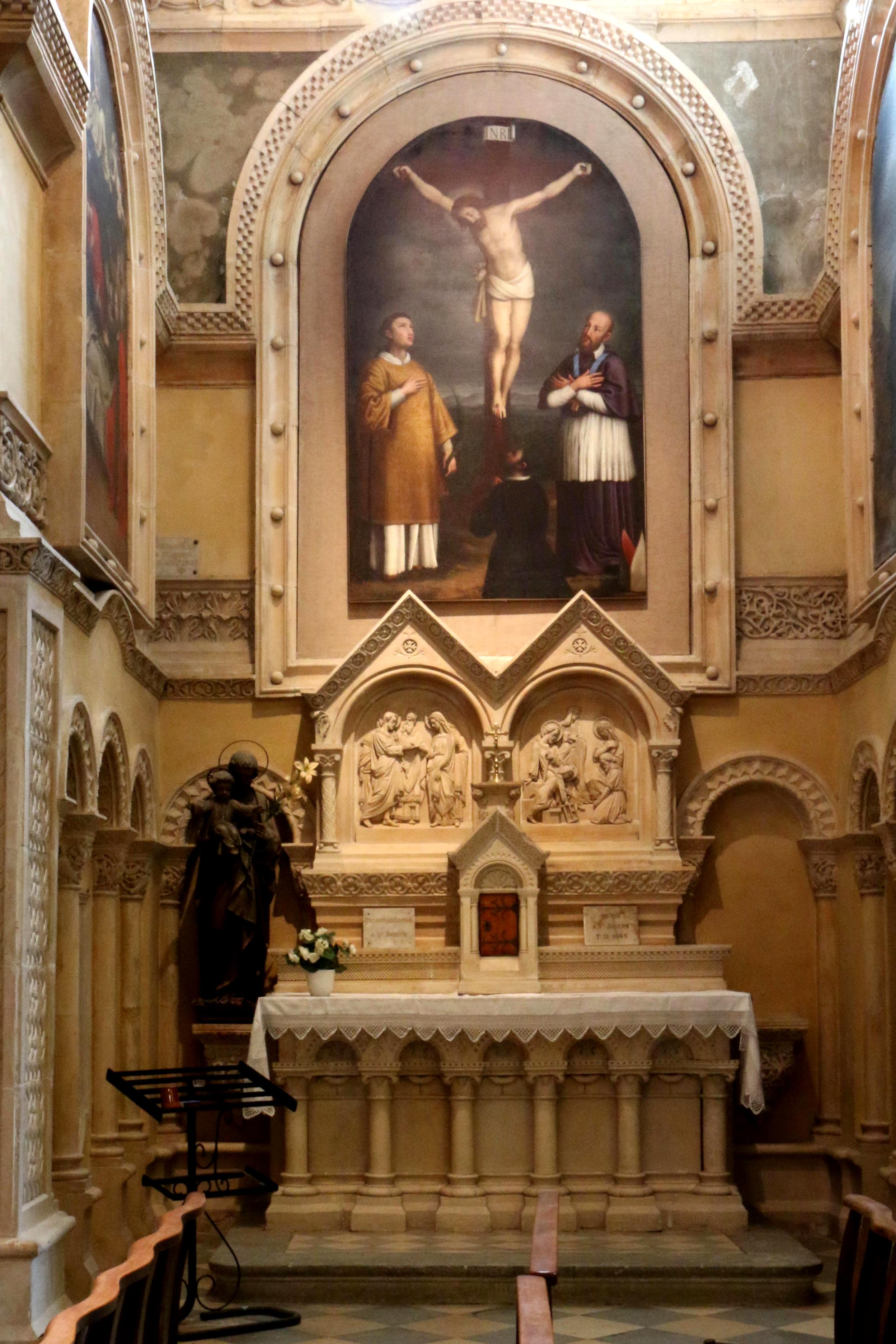
Cappella di San Giuseppe

L'altare moderno di questa cappella (rif. H) è sormontato da un bassorilievo rappresentante la Sacra Famiglia. Sui pannelli laterali si vedono, a sinistra, La morte di San Giuseppe, di Croizier (1658), e a destra La Vergine della colonna di Guillemin.

#### Cappella di Sant'Anna
Al fondo di questa cappella (rif. I) un retablo inquadra una tavola di Nicolas Mignard, Sant'Anna e la Vergine. Sulle pareti laterali si trovano due tavole di anonimi: a sinistra San Sebastiano e a destra La morte di sant'Alessio.